# گروه ترایومف
گروه ترایومف (انگلیسی: Triumph Group) شرکت هوافضای آمریکایی است، که در سال ۱۹۱۷ تأسیس شد.